# Leib Ròkhman
Leib Ròkhman (en ídix לײב ראָכמאַן, Leyb Rochman), (Nowomińsk, 2 de gener de 1918 – Jerusalem, 14 de setembre de 1978) va ser un escriptor i periodista jueu en llengua ídix i un supervivent de la Xoà.

## Biografia
Nascut a Nowomińsk (actual Mińsk Mazowiecki), Leib Ròkhman va créixer en un ambient hassídic. El seu pare es va morir quan ell tenia cinc anys. Va cursar els primers estudis talmúdics a Otwock, prop de Varsòvia, a la cort d’un rabí de la dinastia Pòrissev. Més endavant es va continuar formant en una acadèmia jueva de Varsòvia i a setze anys va rebre la smiche o ordenació rabínica. Poc després, però, es va apartar de l’estil de vida hassídic i va començar a treballar per a l’emissora ídix Varšever Radyo.
Quan va esclatar la Segona Guerra Mundial, va tornar a Nowomińsk per estar amb la seva família. L’octubre de 1940 els alemanys van crear un gueto a la ciutat, on van recloure uns cinc mil jueus. Ròkhman va aconseguir escapar-se’n amb la seva muller abans que les SS no liquidessin el gueto el 21 d’agost de 1942. El matrimoni es va passar la resta de la guerra amagat en una casa de pagès.
Després de la guerra Ròkhman va visitar les cambres de gas i els crematoris del camp d’extermini de Majdanek. Es va traslladar a Łódź i va reprendre l’activitat periodística al diari Dos naye lebn (‘La nova vida’, en ídix דאָס נײַע לעבן). El juny de 1946 va ser víctima del pogrom de Kielce. Aquest fet el va convèncer que havia d’abandonar Polònia.
Durant la postguerra Ròkhman va anar a un sanatori suís per curar-se la tuberculosi, va viatjar per Europa i va fer una llarga estada a París, en un centre per a refugiats jueus situat al carrer Guy Patin, al 10è districte. En aquell centre s'hi aplegaven jueus de tot Europa i s'hi va desenvolupar una vida cultural molt important.
L’any 1950 va migrar definitivament a Israel. Un cop allà es va instal·lar a Jerusalem, des d’on va treballar com a corresponsal per al diari Forverts (‘Endavant’, en ídix פֿאָרװערטס), amb seu a Nova York, i va col·laborar amb diversos programes en ídix d’emissores israelianes. L’any 1978 va morir a l’edat de seixanta anys.
La poeta Rivka Miriam i el violinista Iehoixua Ròkhman són fills seus.

## Obra
La creació literària de Ròkhman, escrita íntegrament en ídix, es concreta en tres obres diferents. La primera, el dietari Un in dayn blut zolstu lebn (‘I viuràs en la teva sang’), va ser escrita durant la guerra i va ser publicada l’any 1949 a París per la comissió editorial de l’Amical de Mińsk Mazowiecki. Aquest llibre retrata els anys de la guerra que l’autor va passar amagat a la casa d’una pagesa polonesa, juntament amb la seva muller i dos familiars més. Ha estat traduït a l’anglès, el francès, l’hebreu i el rus.
La segona, Mit blinde trit iber der erd (‘A passes cegues per la terra’), és una novel·la d’estil expressionista on plasma les seves experiències, sovint amb un component oníric, durant el període de postguerra; hi ocupen un lloc especial l’intent de començar a una nova vida a Polònia i l’estada en un sanatori suís de Leysin. Aquesta obra pretén reflectir tota la història jueva, però sobretot la vida cultural i la rica tradició de les comunitats jueves poloneses abans de la Xoà, així com la impossibilitat de restablir-se a Europa acabada la guerra. Ha estat traduït a l'hebreu, el francès i el català.
La tercera obra és un recull de contes titulat Der mabl (‘El diluvi’), publicat poc abans de la seva mort. Ha estat traduït al francès i l’hebreu.
L’any 1975 Ròkhman va rebre el Premi del Primer Ministre israelià per les seves obres literàries en ídix. L’autor Aharon Appelfeld va citar Ròkhman en diverses de les seves obres i considerava que havia exercit una gran influència tant en la seva escriptura com en la seva visió del món. La filòloga i assagista Rachel Ertel, traductora de Ròkhman al francès, l’ha considerat l’autor més emblemàtic dins la literatura ídix sobre la postguerra.

### Llista d’obres
- Un in dayn blut zolstu lebn (‘I viuràs en la teva sang’, en ídix און אין דײַן בלוט זאָלסטו לעבן). París: Farlag-komisye bay der gezelšaft Fraynt fun Minsk-Mazovyetski, 1949.[7]
- Mit blinde trit iber der erd (en ídix מיט בלינדע טריט איבער דער ערד). Tel-Aviv: Ha-Menorà, 1968.[8]
  - A passes cegues per la terra. Traducció i postfaci de Joan Ferrarons. Barcelona: Club Editor, 2023.[9]
- Der mabl: dertseylungen (‘El diluvi: relats', en ídix דער מבול: דערציילונגען). Jerusalem: Tsur-or, 1978.[10]